# Brañosera
Brañosera is een gemeente in de Spaanse provincie Palencia in de regio Castilië en León met een oppervlakte van 61,97 km². Brañosera telt 245 inwoners (1 januari 2016).

## Demografische ontwikkeling
Bron: INE, 1857-2011: volkstellingen
Opm.: In 1857 werden de gemeenten Salcedillo en Valberzoso aangehecht